# Haris Silajdžić
Haris Silajdžić (Sarajevo, 1º ottobre 1945) è un politico bosniaco, ex membro bosgnacco della Presidenza della Bosnia ed Erzegovina.

## Biografia
Nel periodo della guerra in Bosnia, Silajdžić ha prestato servizio come ministro degli esteri della Repubblica di Bosnia ed Erzegovina tra il 1990 e il 1993 e come primo ministro dal 1993 al 1996. Silajdžić è stato membro della delegazione bosniaca che ha negoziato gli accordi di Dayton, mediati dagli Stati Uniti.
Nel 1996 Silajdžić ha lasciato il Partito d'Azione Democratica per dissidi personali con la leadership di Izetbegović, fondando il Partito per la Bosnia ed Erzegovina (SBiH), che entra all'Assemblea parlamentare della Bosnia-Erzegovina e diviene uno dei principali partiti politici bosgnacchi l'anno successivo.
Negli anni Silajdžić si è speso per la revisione della costituzione di Dayton, chiedendo l'abolizione della Republika Srpska e l'accentramento amministrativo del paese. Il suo partito ha ottenuto un buon successo alle elezioni del 2006.
Assieme a Zlatko Lagumdžija, Haris Silajdžić è stato tra gli ultimi politici bosgnacchi del tempo della guerra ancora attivi sulla scena pubblica bosniaca.
Nel 2005 ha ricevuto un dottorato honoris causa dalla Geneva School of Diplomacy and International Relations.